# Benjamin Diez
Pour les articles homonymes, voir Diez.
Cet article concerne le volleyeur français. Pour le réalisateur allemand, voir Benni Diez.
Benjamin Diez est un joueur international français de volley-ball, né le 4 avril 1998 à Nice. Il mesure 1,86 m et joue au poste de libero.

## Carrière
Formé au Centre national de volley-ball (2014-2016), il commence sa carrière professionnelle à l'Association sportive de Cannes (2016-2018). Il reste à Cannes deux saisons malgré la descente en Championnat de Ligue B.
Il confirme ensuite avec le Montpellier Hérault Sport Club (2018-2020), puis il rejoint Paris Volleyentre 2020 et 2022. Dans ce dernier club, il remplace Julien Lavagne en retraite sportive.
En 2021, il est appelé le Chênois Genève comme joker médical, pour remplacer l'argentin Facundo Santucci (blessé à la clavicule), pour disputer la finale du championnat de Suisse masculin de volley-ball qu'il remporte.
Il s'est engagé en 2022 avec le Tours Volley-Ball en remplacement de l'international australien Luke Perry.
Il fait partie des joueurs de l'équipe de France qui participent à la Ligue des nations masculine de volley-ball 2021 et remportent la Ligue des nations masculine de volley-ball 2022.
Lors de sa saison 2022-2023 avec le Tours Volley-Ball, il remporte le doublé Coupe-Championnat.
Après une saison, il rejoint le club polonais de Belchatow.
Il est sélectionné dans la liste des 30 Bleus sélectionnés pour la Ligue des nations et l’Euro 2023.

## Palmarès

### Compétitions de clubs
- Championnat de France Ligue A (1)[11]
  -  2023 avec le Tours VB
- Coupe de France (1)
  -  2023 avec le Tours VB
- Championnat de Suisse
  -  2021 avec le Chênois Genève
- Coupe de Suisse
  -  2021 avec le Chênois Genève
- Championnat de Ligue B
  -  2018 avec l'Association sportive de Cannes

### Compétition en équipe nationale
- Ligue des nations : 
  -  2022
  -  2021

## Distinction individuelle
- Meilleur libéro du Championnat de Ligue B
  - 2018 avec l'Association sportive de Cannes